# حي سنع العليا (صنعاء)
قرية سناع: قرية من ضواحي صنعاء، تقع إلى الجنوب الغربي منها، وتتبع إدارياً مديرية سنحان وبني بهلول التابعة لمحافظة صنعاء اليمنية. وقبليا تعتبر من قرى بلاد البستان بمخلاف بني شهاب، بني مطر، ويبلغ تعداد سكانه 325 نسمة حسب التعداد السكاني في اليمن لعام 2004.

## التقسيم الإداري
نظرا للمد السكاني واتساع دائرة المدنية؛ اتصلت قرية سناع بأمانة العاصمة، فالجزء الأسفل منها قد يتبع إدارياً مديرية السبعين.